# T-Stoff
T-Stoff is een eufemisme voor een chemisch gevaarlijk mengsel. Het wordt meestal gebruikt als codenaam. De betekenis verandert met de tijd. Daarom moet T-stoff ook altijd in de context van de tijd worden gelezen. 

## Eerste Wereldoorlog
Tijdens de Eerste Wereldoorlog werd ‘T-stof’ gebruikt om verbindingen uit de xylylbromidegroep te beschrijven, die net als broomaceton (toen ook ‘B-stof’ genoemd) irriterend werkten, en als blindmakend gifgas werden gebruikt . De naam 'T-stoff' komt van de scheikundige Hans Tappen. Hij stelde in november 1914 voor om dit te gebruiken als wapen. De met T-stoff gevulde “T-granaten” werden in januari 1915 voor het eerst aan het oostfront gebruikt. Omdat ze daar en later aan het westelijk front geen noemenswaardig effect hadden, werd dit middel al snel vervangen door chloorgas, fosgeen en andere.  

## Tweede Wereldoorlog
Tijdens de Tweede Wereldoorlog werd de term "T-Stoff" gebruikt voor een oxidator die werd gebruikt in de Walter HWK 109-509. Dat is een raketmotor die werd gebruikt in de Messerschmitt Me 163 en Bachem Ba 349 raketvliegtuigen. Ook werd het gebruikt in de V2-raketten. 
T-stof bestond uit een mix van 80% waterstofperoxide en kleine hoeveelheden 8-hydroxychinoline . Waterstofperoxide is een sterke oxidator die bijvoorbeeld ook werd gebruikt voor de gasgenerator van de A-4-raket. 
Het inherente verval is het grootste probleem bij sterk geconcentreerd waterstofperoxide, wat T-stoff voornamelijk is. Vooral de aanwezigheid van kleine hoeveelheden nikkel laat het toenemen. Waarbij de vrijkomende warmte de reactie nog eens versnelt. Andere metalen fungeren ook als katalysatoren. Daarom werd als stabilisator 8-hydroxyquinoline toegevoegd, een stof die als ook metaalsporen aan zich bindt.
In de Me 163 werd T-Stoff gebruikt samen met de verbrandingsdrager C-Stoff (een mengsel van 57% methanol, 30% hydrazinehydraat en 13% water) gebruikt. De combinatie was hypergolisch en ontbrandt dus spontaan als de stoffen met elkaar in aanraking komen. De verbrandingsdruk was 24 atmosfeer (ongeveer 24.000 hPa). De Walter HWK 109-509 raketmotor had een bereik in stuwkracht tussen 5 en 15 kN. De beperkte brandstofreserves beperkten de maximale brandtijd echter tot ongeveer 5 minuten.
T-Stoff is sterk reactief en vreet in zeer korte tijd door veel organische materialen heen. Daarom stapten de piloten aan boord van de Me-163 in een speciaal zuurbestendig pak, dat echter “vooral psychologische voordelen” bood.